# Округ Карбон (Вајоминг)
Округ Карбон (енгл. Carbon County) је округ у америчкој савезној држави Вајоминг.

## Демографија
По попису из 2010. године број становника је 15.885, што је 246 (1,6%) становника више него 2000. године.
| Група             | 2000.          | 2010.          |
| Белци             | 12.892 (82,4%) | 12.683 (79,8%) |
| Афроамериканци    | 105 (0,7%)     | 116 (0,7%)     |
| Азијати           | 105 (0,7%)     | 109 (0,7%)     |
| Хиспаноамериканци | 2.163 (13,8%)  | 2.668 (16,8%)  |
| Укупно            | 15.639         | 15.885         |